# Замышляк, Григорий Михайлович
Григо́рий Миха́йлович Замышля́к (19 октября 1955, Бандурово, Кировоградская область — 18 октября 2015, Москва) — старший прапорщик ВС РФ, участник первой чеченской войны, Герой Российской Федерации (1995). Инструктор воздушно-десантной службы десантно-штурмовой роты 876-го отдельного десантно-штурмового батальона 61-й отдельной Киркинесской Краснознамённой бригады морской пехоты Краснознамённого Северного флота.

## Биография
Родился в селе Бандурово Гайворонского района Кировоградской области Украинской ССР. Окончил среднюю школу.
В ноябре 1973 года призван на срочную службу в Воздушно-десантные войска в Прибалтике. Отслужив, решил остаться в армии и в 1977 году окончил школу прапорщиков.
С 1977 года проходил службу в 61-й отдельной бригаде морской пехоты Северного флота. Был командиром взвода, старшиной роты, затем стал инструктором воздушно-десантной службы.
С 10 января 1995 года — участник Первой чеченской войны, отличился в боях по овладению Грозным, заменил раненого командира взвода В. В. Шуляка и почти три недели командовал взводом. При штурме Дома правительства под огнём противника организовал вынос раненых, лично спас несколько бойцов; будучи ранен в ногу, остался в строю и лично уничтожил 5 огневых точек врага, в том числе одного гранатомётчика. В рукопашной схватке в одном из зданий уничтожил трёх боевиков. От разрыва гранаты получил второе, тяжёлое ранение, — стальной сердечник пули рикошетом от стены попал в бедро, но Григорий остался в бою и уничтожил 2 пулемётных расчёта боевиков. Несмотря на ранения, согласился на эвакуацию лишь после выполнения боевой задачи подразделением.
За мужество и героизм, проявленные при выполнении специального задания, Указом Президента Российской Федерации от 20 марта 1995 года старшему прапорщику Замышляку Григорию Михайловичу присвоено звание Героя Российской Федерации.
С 1996 года — в бригаде морской пехоты Каспийской военной флотилии (Астрахань). В 2004 году уволен в запас.
Жил в Астрахани. С 2004 года работал гражданским специалистом в Министерстве обороны Российской Федерации, начальник десантного городка в учебном центре гвардейской бригады морской пехоты Каспийской военной флотилии. В 2006 году был кандидатом в депутаты Государственной думы по Астраханскому избирательному округу от партии «Единая Россия».
Награждён медалями.
Умер 18 октября 2015 года и был похоронен на Востряковском кладбище в Москве.

## Семья
Дед — Степан Васильевич, воевал в Первую мировую войну. Отец — боец 7-й бригады морской пехоты. Сын — старший матрос Александр Замышляк служил в 876-м отдельном десантно-штурмовом батальоне бригады морской пехоты Северного флота, уволен в запас в 2010 году. Жена — Замышляк Антонина Петровна; дочь — Замышляк-Гамора Елена Григорьевна: сын — Замышляк Богдан Григорьевич.

## Память
20 июля 2024 года была открыта мемориальная доска на фасаде Астраханского ДОСААФ старшему прапорщику Григорию Замышляку.